# 尤莉亞高澤海麒麟
尤莉亞高澤海麒麟（學名：Felimare juliae）是多彩海麒麟科一種色彩豐富的海蛞蝓物种，屬於一種海洋腹足纲软体动物。本物種原是第四種在巴西海岸發現的高澤海麒麟屬物種；現時本屬已於2012年被移往Felimare屬。
本物種的種小名是本物種的第三位命名者、德國動物學家邁克爾·施羅德爾（Michael Schroedl）的女兒。

## 分佈
本物種發現於巴西東南部里约热内卢州卡波弗里奧海岸的潮間帶，以浮潛的方式採集；但其具體分佈範圍，在比照過其近似物種的分佈，有可能更廣闊，例如：加勒比海。

## 型態描述
有金黃色的身體，以及內褶的橙色外套膜，這些都是同科物種比較常見的顏色。
本物種以海綿為食，最長可成長至60 mm。

## 外部連結
- 維基物種上的相關：尤莉亞高澤海麒麟